# Barbula seramensis
Barbula seramensis är en bladmossart som beskrevs av Hiroyuki Akiyama 1996. Barbula seramensis ingår i släktet neonmossor, och familjen Pottiaceae. Inga underarter finns listade i Catalogue of Life.